# Бюльбюль чорнобровий
Бюльбю́ль чорнобровий (Arizelocichla fusciceps) — вид горобцеподібних птахів родини бюльбюлевих (Pycnonotidae). Мешкає в Східній Африці. Раніше вважався підвидом темнолобого бюльбюля.

## Поширення і екологія
Чорноброві бюльбюлі мешкають в Танзанії, Замбії, Малаві і Мозамбіку. Вони живуть в гірських тропічних лісах. Зустрічаються на висоті від 1500 до 2450 м над рівнем моря.